# Xã Pine, Quận Armstrong, Pennsylvania
Xã Pine (tiếng Anh: Pine Township) là một xã thuộc quận Armstrong, tiểu bang Pennsylvania, Hoa Kỳ. Năm 2010, dân số của xã này là 412 người.